# Cristian Espinoza
Cristian Espinoza, né le 3 avril 1995 à Buenos Aires en Argentine, est un footballeur argentin. Il joue au poste d'ailier aux Earthquakes de San José en MLS.

## Palmarès
- Vainqueur du championnat des moins de 20 ans de la CONMEBOL en 2015 avec l'équipe d'Argentine U20
- Championnat d'Argentine en 2018